# Jerikos riddare
Jerikos riddare (the Knights of Jericho) var en amerikansk nykterhetsorden, bildad 1842 av James Newton Backus och Daniel Cody.
Jerikos riddare använde ordensregialer, hemliga handskakningar, tecken och lösenord efter förebild från Frimurarna och Nykterhetens söner. Man tog avstånd från de sistnämndas försäljning av livförsäkringar till sina medlemmar.
Jerikos riddare hade den barmhärtige samariern som förebild och medlemmarna lovade att avstå från att dricka, köpa, sälja eller tillverka några alkoholhaltiga drycker. Medlemmarna fick också lova att hjälpa en död ordensbroders hustru och nära anhöriga. Jerikos riddares motto var "Humanitet, Nykterhet, Kärlek". 

Lokalgrupperna inom Jerikos riddare kallades för tempel (templars), ett ord som är hämtat från Klipptemplet i Jerusalem och använts av den medeltida Tempelriddareorden, som betraktas som en av de första nykterhetsorganisationerna. Det enda gemensamma draget mellan templarna och tempelriddarna var dock nykterheten. Likväl kräver det svenska ordenssällskapet Tempel Riddare Orden fortfarande helnykterhet.

## Utbrytning
1850 bildades ett tempel inom denna orden i byn Castor Hollow (numera kallad Oriskany Falls), utanför staden Utica i USA. Strax efteråt fick de besök av tretton medlemmar från ett annat tempel som bildats i Utica. De två templen beslutade att gå samman, lämna Jerikos riddare och bilda en ny orden. Bland initiativtagarna fanns James N. Backus, som tidigare varit med om att bilda Jerikos riddare.
Under Wesley Baileys ledning samlades de 1851 i Uttica och bildade the "Order of Good Templars" (OGT). Namnet tillkom som en skillnad mot de "dåliga tempel" som man ansåg att Jerikos riddare bestod av.
Avhoppare från OGT bildade senare IOGT som lever vidare som världens största nykterhetsorganisation medan Jerikos riddare inte längre existerar.